# جوزف بلبولیا
جوزف بلبولیا (انگلیسی: Joseph Bulbulia؛ استاد روان‌شناسی در دانشکده علوم در دانشگاه ویکتوریا ولینگتون است او کرسی Maclaurin Goodfellow در دانشکده علوم انسانی، دانشکده هنر در دانشگاه آکلند (۲۰۱۸–۲۰۲۰) بود. او قبلاً به عنوان استاد در دانشکده تاریخ هنر، کلاسیک و مطالعات مذهبی در دانشگاه ویکتوریا ولینگتون خدمت می‌کرد.

## شغل
کار اولیه جوزف بلبولیا توضیح داد که چگونه ویژگی‌های اعتقادات و احساسات مذهبی باعث می‌شود افراد به‌طور قابل پیش‌بینی‌تری با اعضای گروه خود همکاری کنند و با افرادی که به عنوان تهدید اجتماعی در نظر گرفته می‌شوند، همکاری نداشته باشند. کار بعدی تأثیرات دین را بر پاسخ‌های اجتماعی برای آزمایش نظریه‌های کارکردی دین اندازه‌گیری کرد.

## آثار
او در مقاله روان‌شناسی شناختی و تکاملی دین نوشته است :با یک تقریب خام، دو رشته پژوهشی غالب در مطالعه طبیعت‌گرایانه دین وجود دارد. در یک اردو، آنهایی هستند که شناخت دینی را محصول جانبی ذهن تکامل‌یافته می‌دانند. برای این اسپاندرلیست‌ها، دین فی نفسه ارزش تطبیقی ندارد. معماری روان‌شناختی که افکار و فعالیت‌های مرتبط با خدا را تولید می‌کند، برای مقاصد دیگر تکامل یافته است و دین به‌عنوان سر و صدای نسبتاً بی‌ضرر از آن خارج می‌شود.
در طرف دیگر، تطبیق‌گرایان قرار دارند، که دین را بسیار کاربردی می‌دانند، مکانیزم ظریفی که به بهترین شکل به عنوان هدف انتخاب طبیعی توضیح داده می‌شود و با مهندسی معکوس طراحی آن به بهترین وجه کشف می‌شود.
رشته ۱: توضیحات اسپاندرل با توجه به جهانی بودن دین، جنبه‌های انگیزشی قوی و پیامدهای رفتاری آن، جسورانه تبیین کارکردگرایانه ممکن است غیرقابل مقاومت به نظر برسد. با در نظر گرفتن گونه‌های ما به عنوان یکی از گونه‌های مختلف، یک دانشمند بیگانه ممکن است تمایلات مذهبی قوی و پیچیده ما را با غرایز مهاجرت، آیین‌های دفاع از سرزمین، و نمایش‌های جنسی پیچیده حیوانات دیگر مقایسه کند [مقایسه کنید (لافلین و مک مأنوس ۱۹۷۹؛ اسمیت ۱۹۷۹)]. با توجه به اختلاف بین هزینه‌های طبیعت از یک سو و نحوه درک و تعامل افراد مذهبی با جهان خود از سوی دیگر، دانشمند ممکن است به این نتیجه برسد که گزینش گونه‌های ما را با پروژکتورهای خدای درونی تجهیز کرده است - سیستم‌هایی که تجربه را تحریف می‌کنند تا باورهای فراطبیعی و احساسات ایجاد کنند. و رفتار. در اینجا فقر محرک نمی‌تواند شدیدتر باشد، و همچنین پاسخ‌های مذهبی نمی‌تواند قوی تر باشد. مردان نوجوان خویسان در آفریقای جنوبی که ختنه‌های طاقت‌فرسا را تحمل می‌کنند تا در تبعید در یک محیط بیابانی بدون غذا و آب زندگی کنند تا زمانی که بهبود پیدا کنند. شروع کننده خطر ابتلا به عفونت، کم‌آبی، قرار گرفتن در معرض، و تسلیم شدن به عذاب خاص است. خویسان‌ها ادعا می‌کنند که خدایان این مصیبت را از آنها می‌خواهند. اما چگونه تکه‌تکه‌های اندام تناسلی قبل از بهشت می‌تواند بقای خود را بهبود بخشد نظریه‌های سنتی دین مجموعه‌ای از کارکردهای نامزد را فراهم می‌کنند - همبستگی و هماهنگی تقویت‌شده در میان مؤمنان، کتاب پاسخ معماهای زندگی، یک هدف وجودی، وسیله‌ای برای تأمین امید و آرامش رنج، اقتباسی برای جنگ بین گروهی، یا برای اخلاق، و ترکیبات مختلف آنها (پرئوس ۱۹۸۷). در تلاش برای درک خدای پروژکتور، آنچه که فراتر از انحراف هزینه‌های واقعیت انجام می‌دهد، بیگانه‌ناتورالیست ممکن است به این نگاه کند که چگونه این تحریف‌ها دینداران را قادر می‌سازد تا با جهان خود و دیگر مردم ارتباط برقرار کنند و آن‌ها را دستکاری کنند، به گونه‌ای که بازتولید را تقویت کند.